# Shorty Rogers
Shorty Rogers   (Comtat de Berkshire, 14 d'abril de 1924 - Van Nuys, 7 de novembre de 1994) fou un músic que va tocar trompeta i fliscorn i va destacar les seves habilitats com a arranjador.

## Biografia
Rogers va treballar primer com a músic professional amb Will Bradley i Red Norvo. De 1947 a 1949, va treballar àmpliament amb Woody Herman i el 1950 i 1951 va actuar amb Stan Kenton.
Rogers va comptar amb la seva orquestra inclosa Johnny "Guitar" Watson, actuar per al famós novè concert de "Cavalcade of Jazz" celebrat a "Wrigley Field", a Los Angeles, produït per Leon Hefflin, Sr. el 7 de juny de 1953. També va participar aquell dia Roy Brown i la seva Orquestra, Don Tosti i els seus jazzístics mexicans, Earl Bostic, Nat "King" Cole, i Louis Armstrong i els seus "All Stars"" amb Velma Middleton.
Entre 1953 i 1962, Rogers va gravar una sèrie d'àlbums per a RCA Victor (reeditat posteriorment al segell RCA Bluebird), així com una sèrie d'àlbums per a "Atlantic Records" amb el seu propi grup, Shorty Rogers i His Giants, inclosos "Shorty Courts the Count" (1954), "The Swinging Mr. Rogers" (1955), i "Martians Come Back" (1955), el títol de l'àlbum al·ludint a la melodia "Martians Go Home" que Rogers havia compost i interpretat a "The Swinging Mr. Rogers" el mateix any. Aquests àlbums van incorporar algunes de les seves músiques més avantguardistes. Fins a cert punt es podrien classificar com a "cool" jazz; però també es van fixar en l'estil "calent" del Count Basie, a qui Rogers sempre va considerar com una inspiració principal.
Rogers va morir de melanoma a Van Nuys, Califòrnia, als 70 anys.